# John Evans (gouverneur)
Pour les articles homonymes, voir Evans et John Evans.
John Evans, né le 9 mars 1814 à Waynesville et mort le 2 juillet 1897 à Denver, est un médecin, promoteur du chemin de fer, politicien américain, gouverneur du Territoire du Colorado (1862-1865).
Il est particulièrement renommé pour avoir fondé l'université Northwestern et l'université de Denver.
Evans fut forcé de démissionner du poste de gouverneur en 1865 pour avoir tenté de masquer le massacre de Sand Creek, l’un des pires massacres d'Amérindiens de l'histoire des États-Unis.

## Biographie

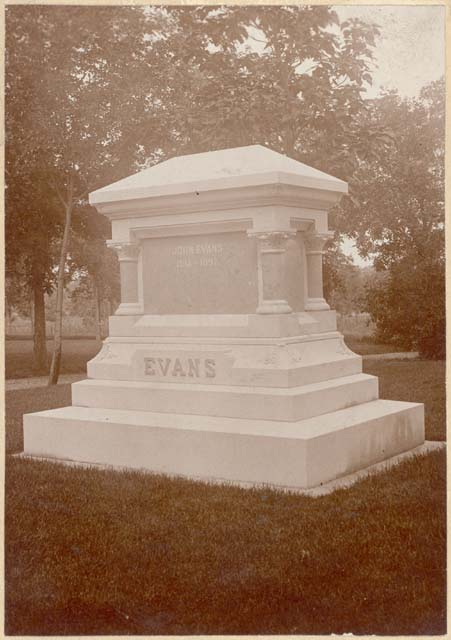
Tombe de John Evans au cimetière de Riverside.

Il participe à la fondation de nombreux hôpitaux en Indiana puis à Chicago et est l'éditeur du Medical and Surgical Journal. Il enseigne au Rush Medical College et crée l'Illinois Medical Society. Il est alors connu pour des recherches sur le choléra (1848-1849).
En 1850, il investit dans le Chicago, Fort Wayne and Eastern Railroad (en) ainsi que dans le Chicago & Evanston Railroad.
Entré au conseil municipal de Chicago en 1852, il s'inscrit sous son propre parti politique. L'année suivante, il fonde la Northwestern University qu'il présidera jusqu'à sa mort. En 1862, il fonde également l'université de Denver.
Gouverneur du Colorado (1862-1865), il facilite l'installation des chemins de fer et, en 1865, essaie de pacifier les luttes indiennes en rencontrant les chefs Cheyennes et Arapahos. Il obtient alors l'échange de « femmes blanches » contre des peaux-rouges. Mais, au moment du massacre de Sand Creek, il tente de le masquer et est alors forcé à la démission.
Il consacre ensuite ses activités dans l'investissement ferroviaire.

## Hommage
Il apparaît comme personnage dans le roman de Jules Verne Le Testament d'un excentrique (partie 2, chapitre IV). Il accueille alors le personnage d'Harris T. Kymbale, hommage à Louis Simonin qui, en 1867, fut reçu par le gouverneur Evans et dont l'ouvrage La Marche vers l'ouest a été utilisé comme source par Jules Verne dans l'écriture du roman.